# 短苞风毛菊
短苞风毛菊（学名：Saussurea brachylepis）是菊科风毛菊属的植物，是中国的特有植物。分布于中国大陆的四川等地，生长于海拔3,600米的地区，见于山坡，目前尚未由人工引种栽培。